# Burgruine Montagny-près-Yverdon
Die Burgruine Montagny-près-Yverdon ist der letzte Rest des Herrschaftssitzes von Montagny-près-Yverdon im Bezirk Jura-Nord vaudois des Kantons Waadt in der Schweiz.

## Lage
Die Ruine der Spornburg befindet sich oberhalb der Brine, südlich von Valeyres-sous-Montagny und nordwestlich der Ortslage von Montagny-près-Yverdon (1154 Montagniaco, später im Mittelalter Montagny-le-Corbe genannt). Die Burg nutzte einen Sporn, den das Flusstal bildet, als natürliche Befestigung. Sie besitzt eine eigene Kleinsiedlung, wohl die ehemalige Grangie der Burg, zu welcher von Montagny aus der „Chemin du Château“ führt und in welcher die Strasse – ebenfalls nach der Burgruine – „Le Château“ heisst. Von der Ruine führt zudem ein Weg hinunter zur Brine-Brücke. Der Ort Montagny befindet sich an einer alten Römerstrasse von Yverdon nach Pontarlier, wie der Fund eines damals 1650 Jahre alten römischen Leugensteins im Jahr 1862 belegt.

## Geschichte
Seit dem Hochmittelalter existierte die Herrschaft Montagny-le-Corbe, deren Burg bereits im 11. Jahrhundert bestanden haben soll, was aber letztlich unbelegt bleibt. Sie gehörte zunächst zum Schloss Grandson und ging von dieser Familie Grandson auf Amadeus II. de Montfaucon über, da dieser in der 2. Hälfte des 12. Jahrhunderts Béatrice von Grandson heiratete und die Burg/Herrschaft später im Besitz dieser Adelsfamilie de Montfaucon nachweisbar ist. Im Jahr 1199 wird erstmals ein Vasall dieser Adelsfamilie erwähnt, der sich nach der Burg nennt: Albert de Montagny. Die Herrschaft umfasste unter Margareta de Montfaucon-Montbéliard neben verschiedener Gütern und Einkünften die beiden benachbarten Dörfer Montagny und Valeyres sowie Giez, daneben noch Teile der Dörfer Chamblon, Champagne, Bonvillars, Romairon und Novalles. Man darf wohl annehmen, dass die Burg spätestens Mitte des 12. Jahrhunderts entstand, später aber ergänzt und ausgebaut wurde.
Im frühen 15. Jahrhundert (1414/1424) fiel die Herrschaft als Erbe an Hugo II. de Chalon, doch kämpfte diese Familie in den Burgunderkriegen an der Seite von Karl dem Kühnen, so dass die Burg im Jahr 1475 durch die Eidgenossen zerstört wurde und 1484 erneut zu Grandson kam, das nun zur Vogtei wurde, die Bern und Freiburg gemeinsam verwalteten. Im Jahr 1497 gelang Etienne de Montagny jedoch der Rückkauf des Gebietes. Der Einmarsch der Franzosen im Jahr 1798 bedeutete das Ende der Vogtei Grandson und man verteilte die Orte auf verschiedene Bezirke. Montagny selbst kam zum Bezirk Yverdon, zu dem es bis zum Jahr 2006 gehörte.
Ministeriale mit dem Namen „de Montagny“ lassen sich somit über grosse Teile des Mittelalters hinweg nachweisen: erstmals im Jahr 1199 mit Albert de Montagny und letztmals Ende des 15. Jahrhunderts. Philiberte de Montagny hatte um 1500 François d’Arnex, Adliger (französisch Donzel) von Orbe und wohnhaft in Grandson, geheiratet, wodurch die Herrschaft an ihn kam. Ihre gemeinsame Tochter heiratete Humbert de Molin, Herr von Treytorrens, der sie nun wiederum für seine Nachkommen sicherte. Die Familie de Molin blieb bis zum Jahr 1798 im Besitz der Herrschaft. Ungeklärt bleibt, wie autonom die Ministeriale agieren konnten und wie sie zwischen den Grandson und Montfaucon taktierten. Selbst die frühere Zugehörigkeit zu Grandson ist nicht unumstritten. Es wäre demnach auch denkbar, dass Amadeus III., geschwächt durch die Einflussnahme Peters II. von Savoyen in Yverdon hier seinen Rückzugsort schuf, dass die Burg also in ihrer eigentlichen Form erst im 13. Jahrhundert entstand und der Vorgänger nur ein Holzbau war. Es ist zumindest nachgewiesen, dass Amadeus III. Montagny im Jahr 1227 zusammen mit Orbe und Echallens erbte.

## Beschreibung
Die älteste Burg war kleiner als die heutige Gesamtanlage und beschränkte sich auf den Westbereich. Im Jahr 1401 wird eine eigene bourg vom Dorf und der Burg unterschieden. Obwohl um das Jahr 1450 Louis de Chalon enorme Geldsummen zur Restaurierung der Burganlage ausgab, ist heute nur noch wenig davon übrig geblieben, da sie ein Vierteljahrhundert später in Brand gesteckt wurde. Die bis heute erhaltenen Mauern der Gebäude weisen Stärken bis zu 1,75 Metern auf.
Der erhaltene Turm im Nordosten der Anlage ist noch immer um die 20 Meter hoch und diente vermutlich der Überwachung der im Tal vorbeiführenden Strasse. Er besass aber auch fünf Dachgauben, die bei der Reparatur in den Jahren 1429/1430 erwähnt werden, war also wohl zu Wohnzwecken eingerichtet. Es handelt sich bei ihm aber nicht um den Bergfried, sondern lediglich um einen Wachturm. Er war weithin sichtbar und man konnte 1906 noch Reste der Stockwerke in ihm erkennen. Auffällig ist vor allem seine ungewöhnliche fünfeckige Form. An der Südseite schliesst ein Mauerrest an, den Bourgois (1906) noch als „Korridor“ beschreibt. Es gab also eventuell einen Wehrgang zum Turm hin. Ein Turmrest im Osten wurde ebenfalls noch von Bourgois beschrieben. Seiner Einschätzung nach war dieser mit zu dünnen Mauern versehen, um zur ursprünglichen Burganlage zu gehören, so dass er ihn eher dem Ausbau in der Mitte des 15. Jahrhunderts zurechnete. Der Bergfried wird von ihm hingegen in dem Turmrest im Osten des Areals vermutet, denn dieser stelle noch immer einen grossen Mauerkreis (französisch un grand cercle de maçonnerie) dar.
Somit rekonstruiert sich eine dreieckige Burg, die an jeder Ecke einen Turm besass. Im Westen schützte sie zusätzlich ein Graben, der wohl nur mit einer Zugbrücke überquert werden konnte. Für den Erhalt der Anlage, den schon Bourgois forderte, kann nur in geringem Maße gesorgt werden. So wird der die Substanz bedrohende Efeu zurückgeschnitten. Auch archäologische Untersuchungen mussten bisher weitgehend unterbleiben. Das Schweizerische Inventar der Kulturgüter von nationaler und regionaler Bedeutung führt die Burgruine auf seiner Liste als B-Objekt – d. h., es besitzt regionale historische Bedeutung – mit der KGS-Nummer 6238.